# ヴァージン・オーストラリア
ヴァージン・オーストラリア (Virgin Australia) は、オーストラリアのヴァージン・オーストラリア・ホールディングス傘下の航空会社。本拠地をブリスベンに置く。カンタス航空に次ぎ、オーストラリアで2番目に規模が大きい航空会社である。
2011年5月、ヴァージン・ブルー (Virgin Blue) より現社名に変更された。2020年4月20日、任意管理手続きの適用申請を決め一旦経営破綻したが、新たなスポンサーを得て経営再建中である。

## 特徴
格安航空会社 (LCC) のヴァージン・ブルーとしてスタートした後、2011年にブランドイメージを一新するとともに現在の社名に変更、さらにフルサービスエアラインへと変化を遂げた。
ヴァージンはシドニーのキングスフォード・スミス国際空港で恒久的なターミナルを獲得することができないつまづきを経験している。しかし、この問題は解決し、ヴァージン・オーストラリアは、オーストラリアの国内線でカンタス航空の第一の競争相手となるまでに成長した。
白い塗装の機材を使用するヴァージン・オーストラリアの機体には、オーストラリア国内有数のビーチの名前が付けられている。
航空券の座席予約システム (CRS) はSABREを利用している。

## 歴史
2000年8月31日、ヴァージン・ブルーとして2機の航空機でシドニー - ブリスベン線の運航（毎日7往復）を開始した。その後、オーストラリアのすべての主要都市と、多くの観光地へ就航路線を拡大した。
ヴァージン・グループはヴァージン・ブルーの業績が不振であったにもかかわらず保有し続けていたが、2005年始めにオーストラリアの運送複合企業パトリック・コーポレーション (Patrick Corporation) がヴァージン・ブルーに対して敵対的買収を行った。オファーの締め切りにあたり、パトリックは議決権を持つ株の62%を得て経営権を取得し、ヴァージン・グループは25%の株を所有することとなった。
2002年には、経営難から前年2001年9月に経営破綻していた競合相手のアンセット・オーストラリア航空が倒産した。これによりアンセットの旧顧客を多く獲得した。
2003年には持株会社ヴァージン・ブルー・ホールディングス (Virgin Blue Holdings) がオーストラリア証券取引所に上場 (ASX: VBA) され、現在ではその100パーセント子会社となっている。2003年にはニュージーランドとオーストラリア本土の両方で低価格運航を行っているパシフィック・ブルーを子会社化した。なお、パシフィック・ブルーはニュージーランド航空とカンタス航空の運賃が高額であると批判、両者への競争相手として自らを位置づけていた。
また、2005年11月からは西サモアとニュージーランド、オーストラリア間を運航していたポリネシアン航空の事業を承継し、ポリネシアン・ブルー（後のヴァージン・サモア）として運航していたが、2017年に合弁を解消した。
2011年5月、ヴァージン・オーストラリアへと社名変更した。
2013年1月14日から、国内線の2レターコードをそれまでの「DJ」から国際線（旧V オーストラリア）と同じ「VA」に統一した。
2014年5月時点で、資本的にはニュージーランド航空 (24%)、シンガポール航空 (22.1%)、アラブ首長国連邦 (UAE) のエティハド航空 (21.24%) と3つの航空会社が大株主となっており、出資比率的にも拮抗していたが、2016年5月に中国の海南航空を傘下に持つ海航集団が約13%、6月に青島航空を傘下に持つ南山集団がニュージーランド航空保有19.98%の株式取得を発表し、中国資本が全株式の約3割を占めることとなり、既存株主との相違が経営に影を落とす可能性が報じられた。
2020年4月18日、COVID-19の世界的流行による影響でオーストラリア政府に14億豪ドル（約960億円）の支援を求めたが、「株主（主要株主はエティハド航空 (20.94％)、 シンガポール航空 (20.09％)、南山集団 (19.98％)、海航集団 (19.82％)、英ヴァージングループ (10.42％)）などに支援を求めるべきだ」として断られ、中国東方航空と中国南方航空、中国国際航空の中国大手3社が買収を検討したものの正式な交渉には至っていないと報じられた。報道では2019年12月末時点の負債は約50億豪ドル（約3400億円）あり、4月20日、取締役会で任意管理手続きの適用申請を決めた。6月26日、米ボストンに本社を置くプライベート・エクイティ・ファンドのベインキャピタルが買収に合意したと発表。8月5日、役員辞任や機材削減、系列LCCであるタイガーエア・オーストラリアの統廃合を含めた経営効率化を含めた再建案を発表し、オーストラリア政府による新型コロナウイルス防疫措置のための厳しい入国制限により国際線の再開見込みがしばらく立たないため主な国際線は休止・凍結すること、ボーイング777-300ER、エアバスA330-300や地域路線用のATR 72、LCC機材のエアバスA320を手放してボーイング737に機材を統一、近距離路線に専念すること、同時に3,000名程度のリストラを行う計画を発表した。11月18日には任意管理からの脱却を発表。
2020年12月、オーストラリア国際航空サービス委員会 (IASC) に羽田空港の発着枠を2021年10月まで延長申請し、IASCは2021年3月末までしか承認しなかったものの、日豪トラベルバブル形成を前提として羽田乗り入れに意欲的との見方があると報道された。コロナ禍に伴い、混雑空港発着枠未使用回収「U/L (Use it or Lose it)」ルールの一時適用除外を国際航空運送協会 (IATA) が各国航空当局に要請し、2023年3月末まで適用除外となったことに伴い、使用機材の都合で発着地をブリスベンからケアンズに変更した上で、就航期限となる適用除外期限から90日以内の2023年6月28日から羽田線の運航を開始したが、2025年2月24日の運航をもって運休撤退することを発表。羽田の発着枠は競合相手のカンタス航空へ再配分されることとなった。
他方、カンタスと同一アライアンスに属するカタール航空がカンタスによるオーストラリア線就航阻害の報復としてヴァージン・オーストラリアヘ出資することがオーストラリア当局に認められたため、中東乗り継ぎで広範に提携し、カタール航空が保有するワイドボディ機をウェットリースしたうえでドーハとシドニー・ブリスベン・メルボルン・パース各路線に就航する見込みとなっている。

## 保有機材
ヴァージン・オーストラリアのボーイング機顧客コードは、リース会社所有の一部機材を除きFEである。
COVID-19による破綻に伴い2020年8月5日に取りまとめた再建計画では、順次ボーイング737に機材を統一して効率化を行う方針であり、12月にボーイングとの契約を変更、後継機として2021年7月から737 MAX 10を25機と2025年2月から737 MAX 8を23機受領する契約を一旦全て取り消し、2023年半ばにMAX 10のみ25機受領する契約とした。その後MAX 8を改めて8機発注し、2023年6月28日に初号機を受領した。また11月にはMAX 8を6機追加発注し、計14機受領予定とした。
座席は、2017年からエコノミークラス前方や非常扉付近の足元が広い席を中心にエコノミーXと称する新クラスが設置され、頭上の荷物収納の優先スペース、優先搭乗と優先保安検査の特典があるほか、国際線では利用可能な場合には優先チェックインも利用可能。2023年の需要回復に伴い、中古機を含む全機種にエコノミーXを装備し、機内Wi-Fiに対応した薄型シート、デバイスホルダー、USB電源を設置する改修計画を発表した。

### 運航機材

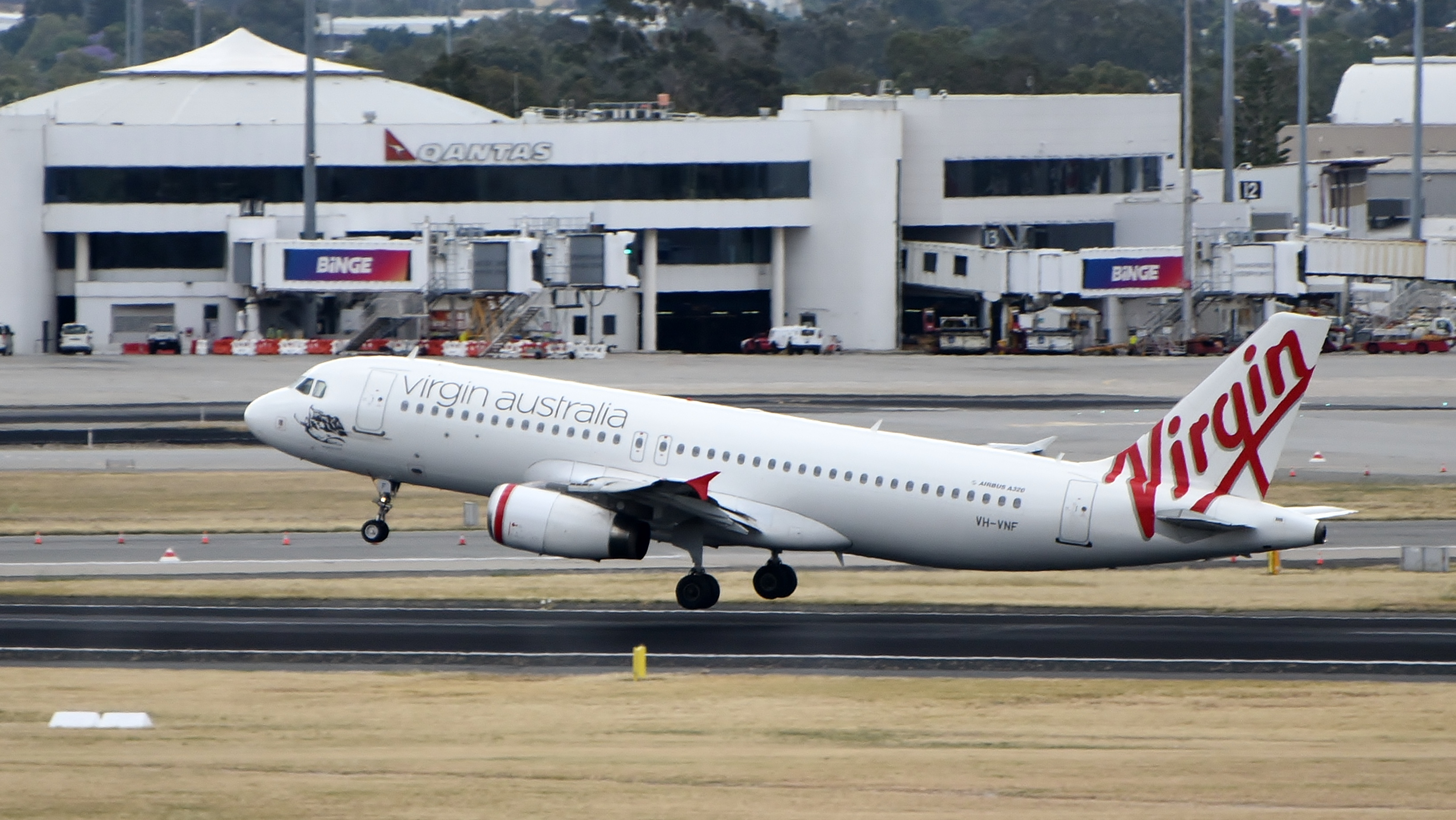
エアバスA320-200
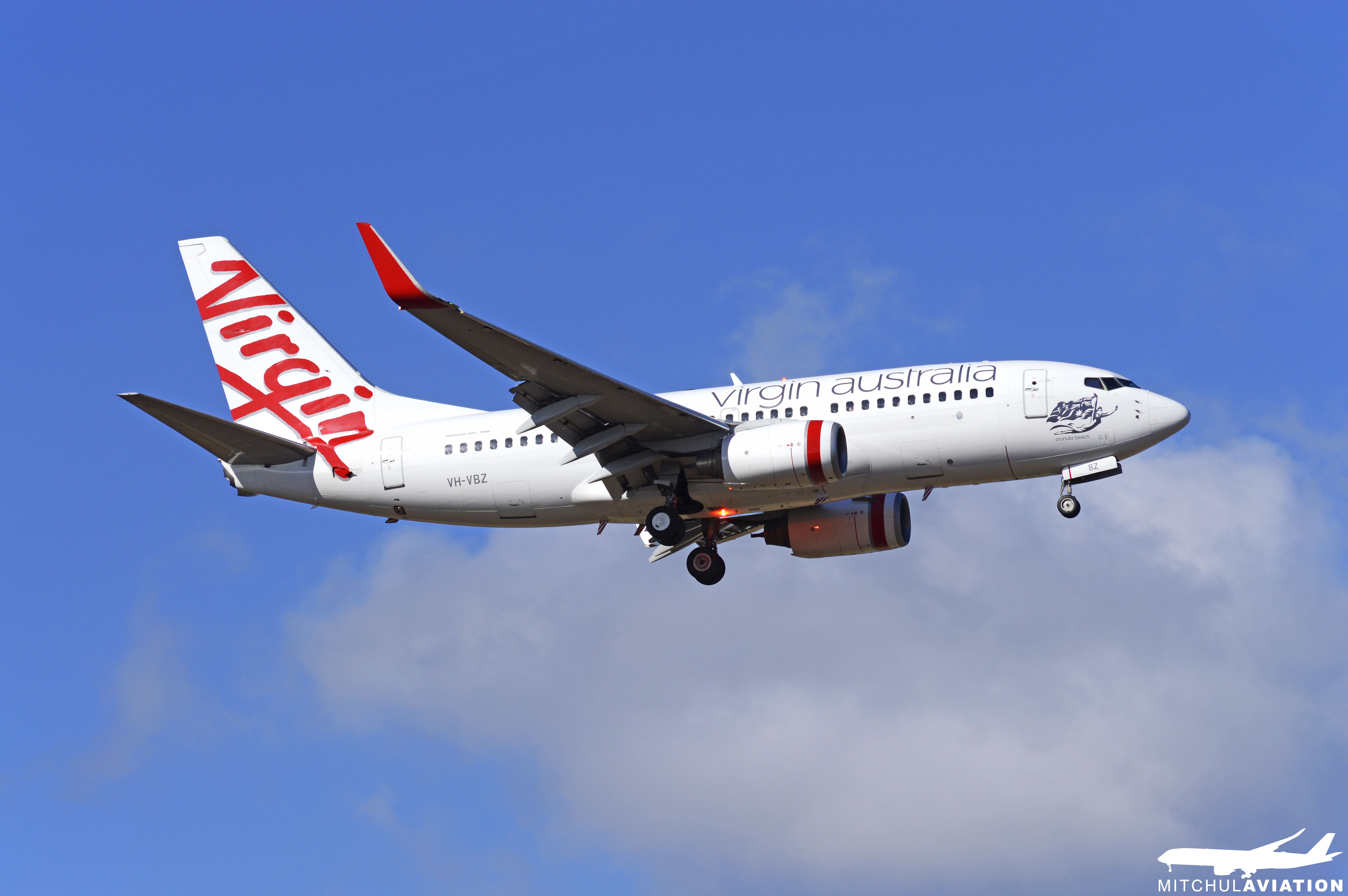
ボーイング737-700
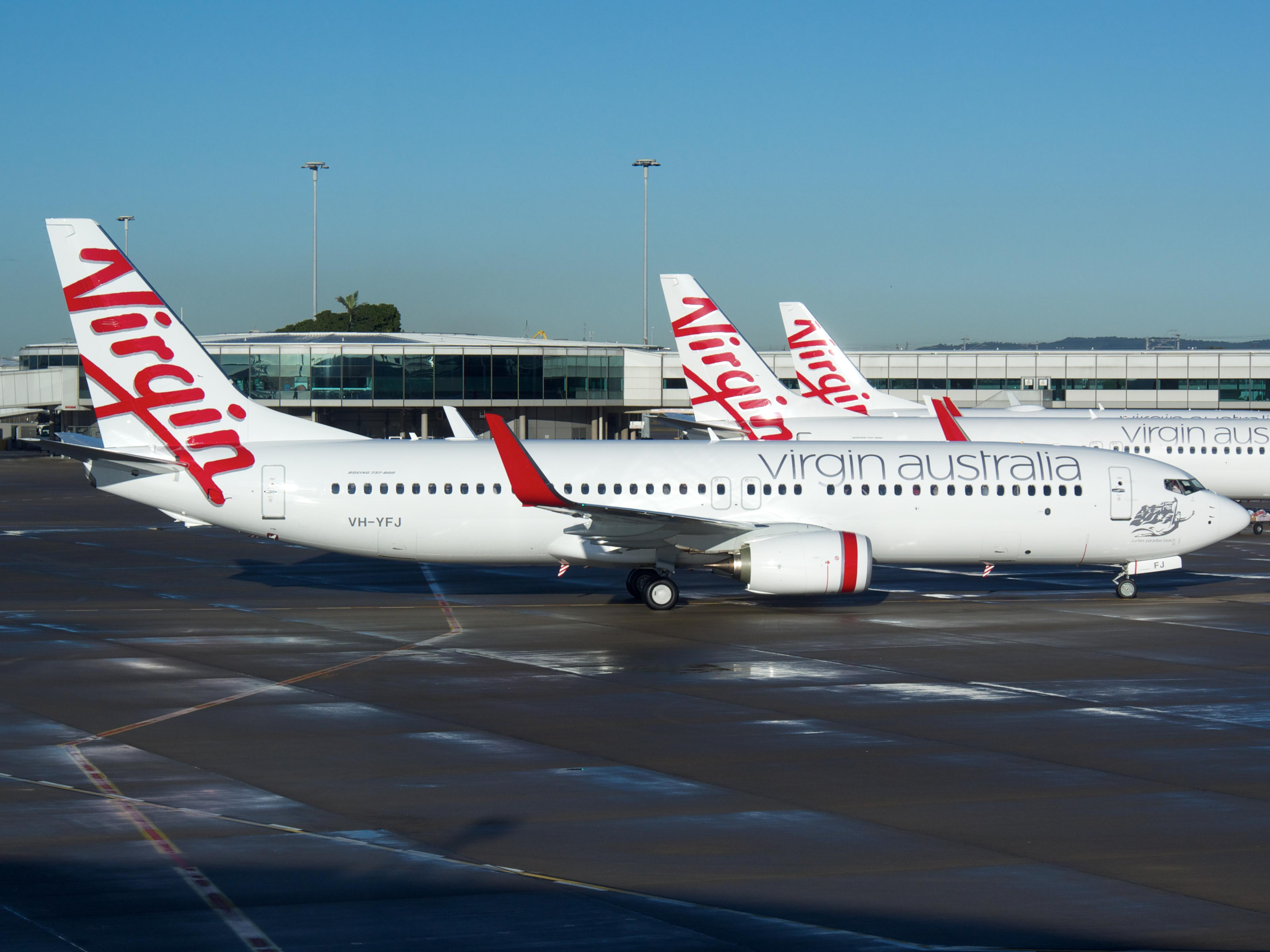
ボーイング737-800
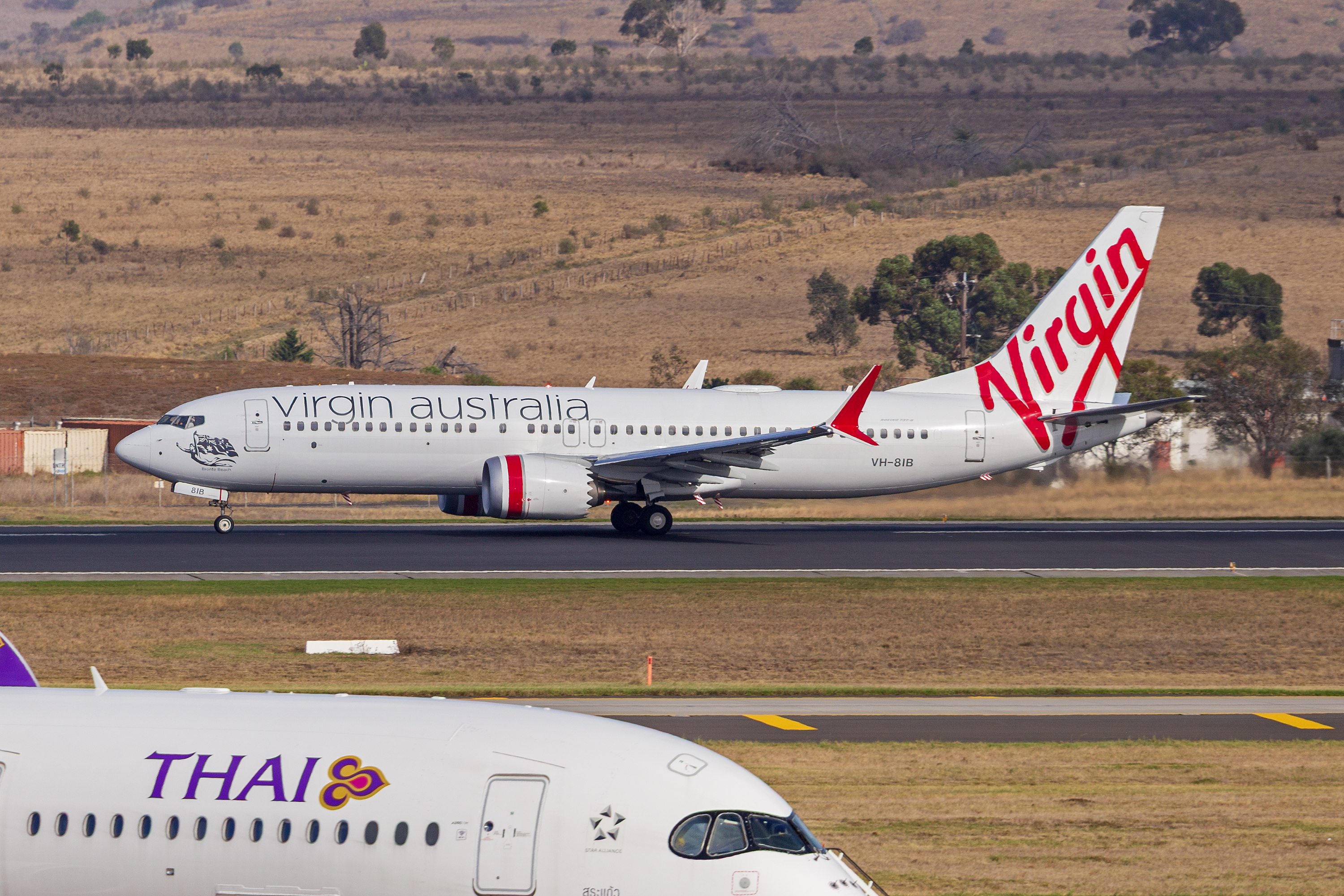
ボーイング737-8 MAX
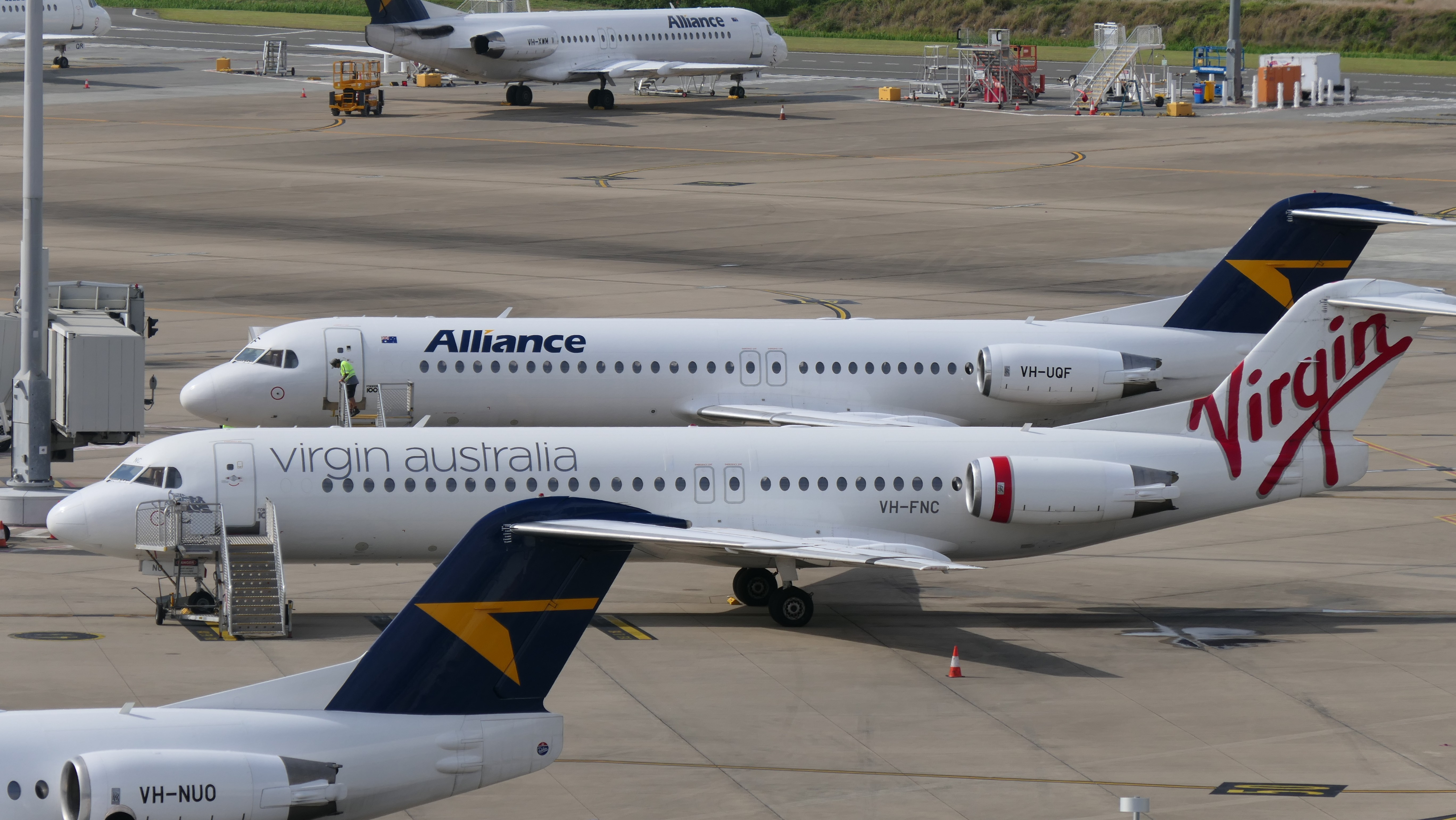
フォッカー 100

| 航空機                                   | 運用数 | 発注数 | 座席 | 座席 | 座席 | 座席 | 備考                                         |
| 航空機                                   | 運用数 | 発注数 | J    | Y+   | Y    | 計   | 備考                                         |
| ---------------------------------------- | ------ | ------ | ---- | ---- | ---- | ---- | -------------------------------------------- |
| ボーイング737-700                        | 9      | -      | 8    | 24   | 102  | 134  |                                              |
| ボーイング737-800                        | 5      | -      | 8    | 30   | 132  | 170  |                                              |
| ボーイング737-800                        | 28     | -      | 8    | 30   | 138  | 176  |                                              |
| ボーイング737-800                        | 45     | -      | 8    | 24   | 150  | 182  |                                              |
| ボーイング737-8 MAX                      | 11     | 15     | 8    | 24   | 150  | 182  |                                              |
| ボーイング737-10 MAX                     | -      | 13     | 8    | 196  | 196  | 204  | 2026年より導入予定 うち12機をMAX 8に切り替え |
| ヴァージン・オーストラリア・リージョナル |        |        |      |      |      |      |                                              |
| エアバスA320-200                         | 5      | -      | -    | 12   | 168  | 180  |                                              |
| エンブラエル E190-E2                     | -      | 8      | 8    | 16   | 76   | 100  | 2025年より導入予定                           |
| フォッカー 100                           | 3      | -      | -    | 10   | 90   | 100  |                                              |
| 合計                                     | 106    | 36     |      |      |      |      |                                              |

- エアバスA320-200
- ボーイング737-700
- ボーイング737-800
- ボーイング737-8 MAX
- フォッカー 100

### 退役機材
- ATR72-50/600
- エアバスA330-200
- ボーイング737-300/400
- ボーイング777-300ER
- エンブラエル E170/E190
- フォッカー 50

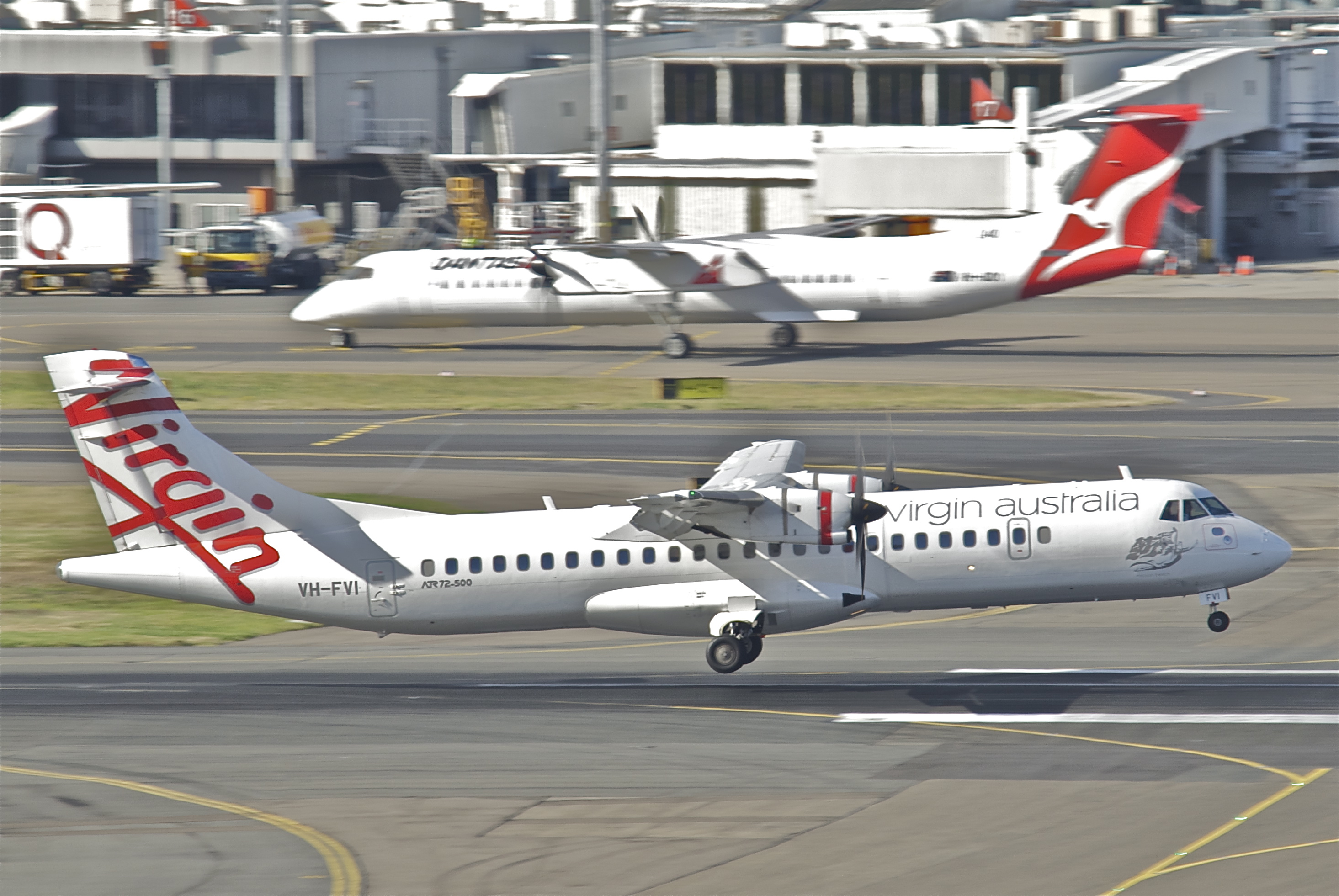
ATR 72-500
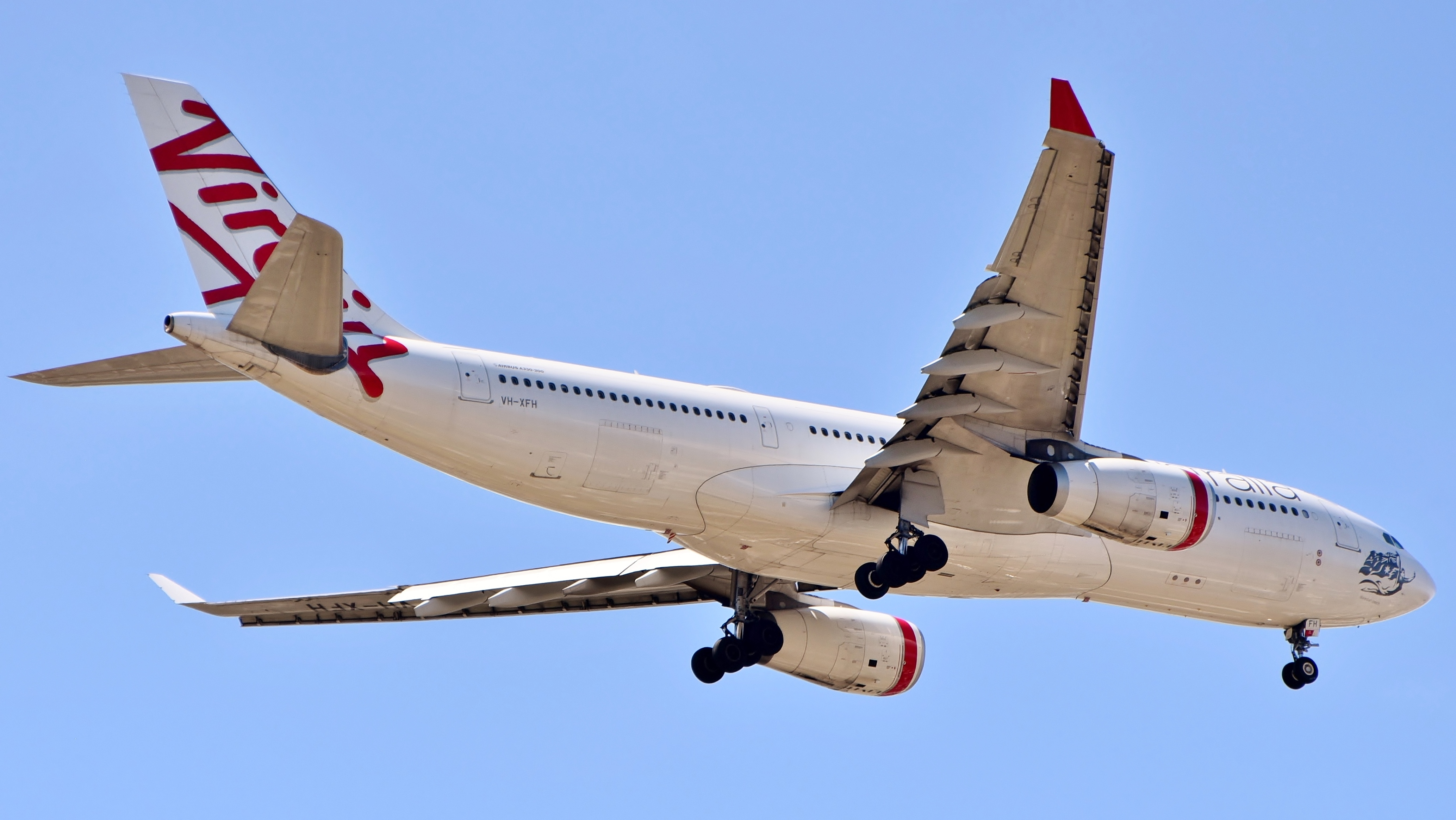
エアバスA330-200
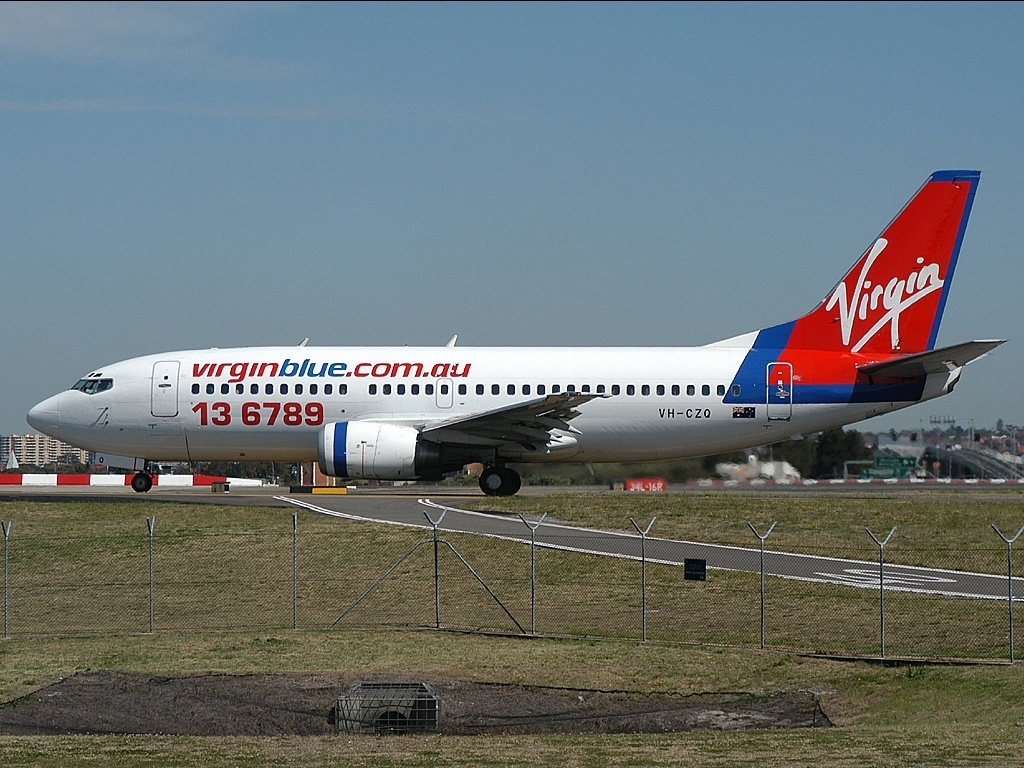
ボーイング737-300（ヴァージン・ブルー時代）
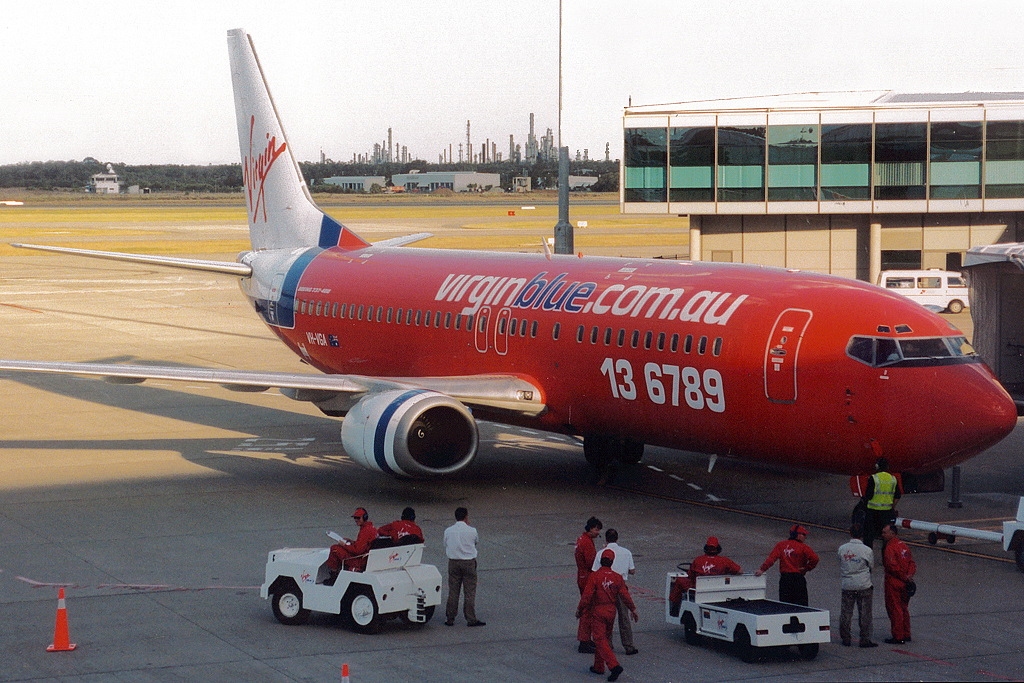
ボーイング737-400（ヴァージン・ブルー時代）
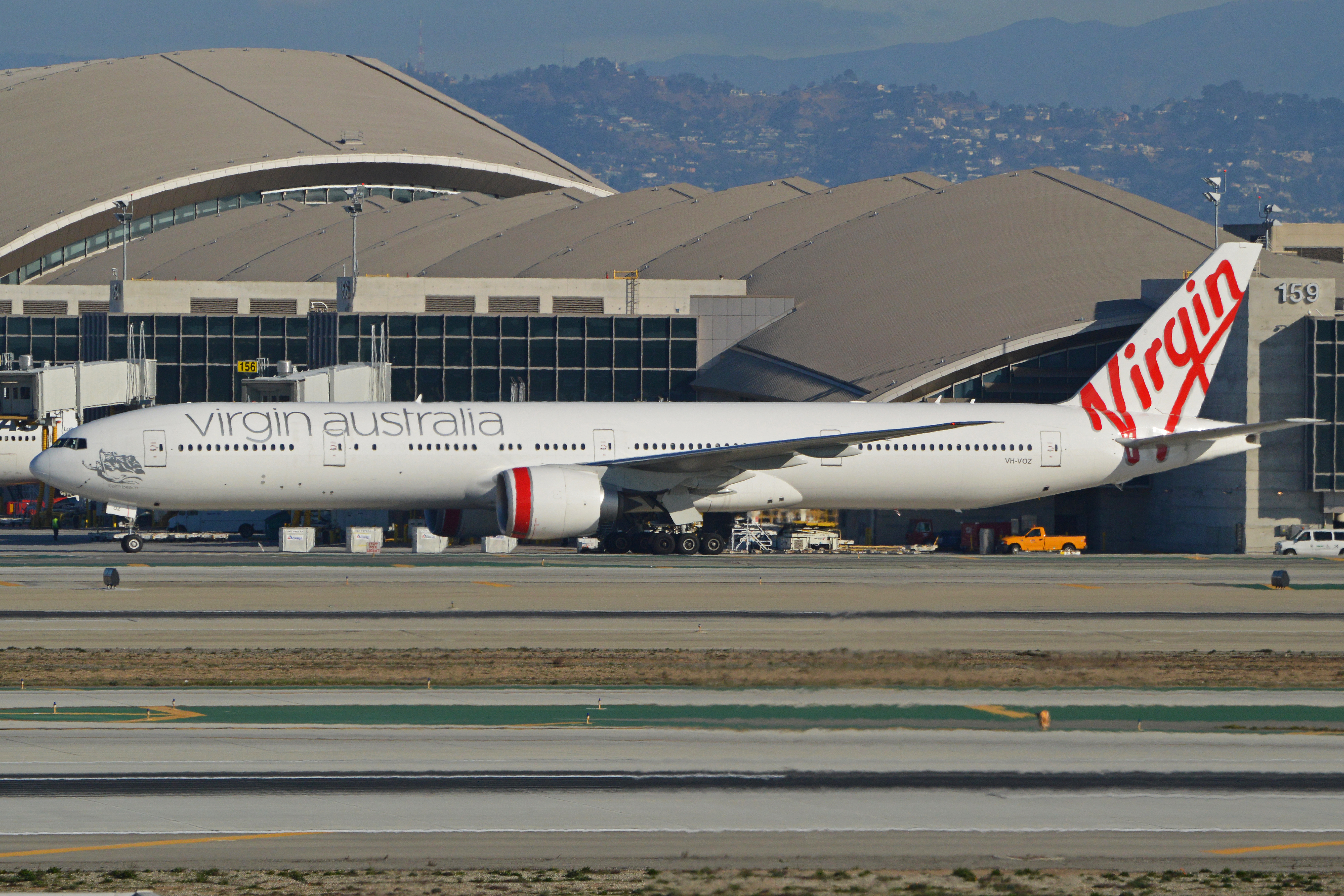
ボーイング777-300ER
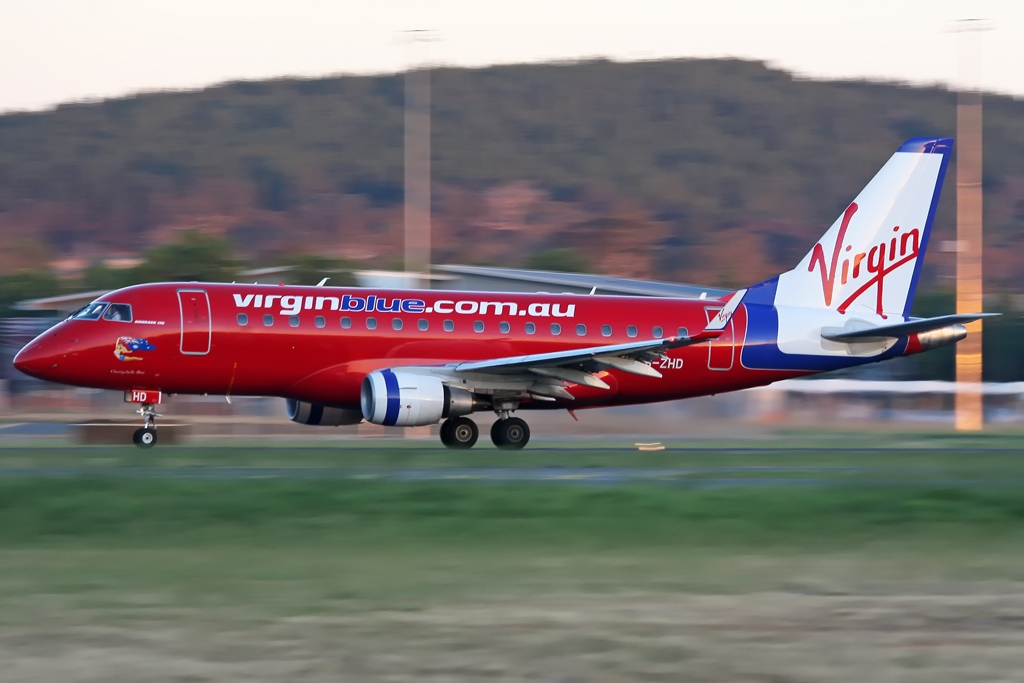
エンブラエル E170（ヴァージン・ブルー時代）
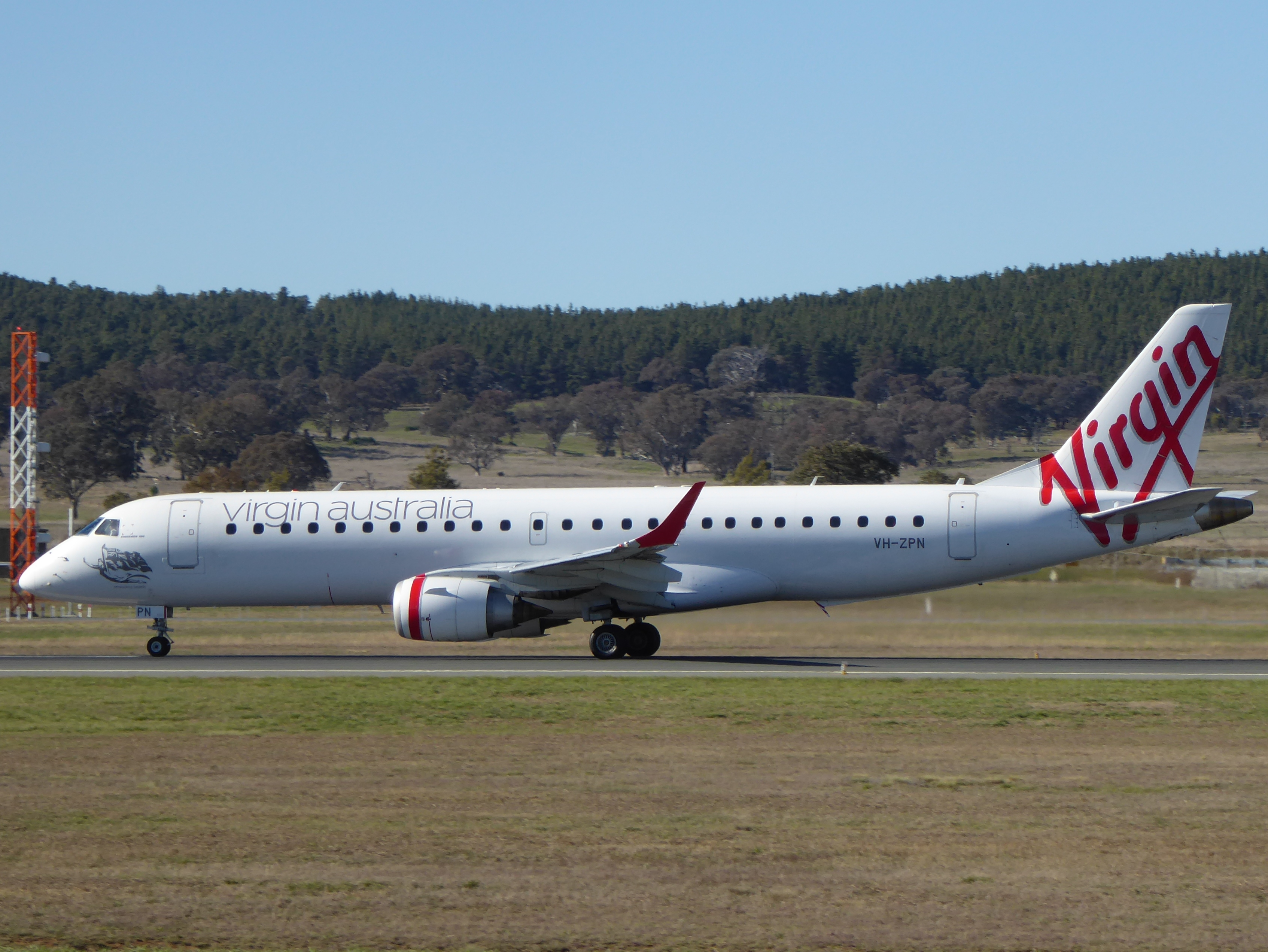
エンブラエル E190

## 就航地
| 地域           | 国               | 就航都市 |
| -------------- | ---------------- | --- |
| オ セ ア ニ ア | オーストラリア   | ハブ空港：ブリスベン |
| オ セ ア ニ ア | オーストラリア   | 東部：ケアンズ、タウンズビル 、マッカイ、ロックハンプトン、ハミルトン島、プロサーパイン、エメラルド、グラッドストーン、ゴールドコースト、サンシャインコースト、マウントアイザ、シドニー、ニューカッスル、コフスハーバー、ダボ、ナラブライ、オレンジ、インヴェレル、バリナ、アーミデイル |
| オ セ ア ニ ア | オーストラリア   | 南部：メルボルン、アデレード、ホバート、ローンセストン |
| オ セ ア ニ ア | オーストラリア   | 西部：パース、ジェラルトン、アルバニー、カラサ、バッセルトン、ポートヘッドランド、ニューマン、バリムーニャ、ウエスト・アンジェラス、クンデュアナ、ブールギーダ、ガダイ＝ダリ、アーガイル、レオノーラ、カナナラ、ブルーム、エクスマウス、オンスロー、カルグーリー、グルーイア            |
| オ セ ア ニ ア | オーストラリア   | 中部：ダーウィン、エアーズロック、アリススプリングス |
| オ セ ア ニ ア | オーストラリア   | 首都特別地域：キャンベラ |
| オ セ ア ニ ア | オーストラリア   | 特別地域：ココス諸島、クリスマス島 |
| オ セ ア ニ ア | インドネシア     | デンパサール |
| オ セ ア ニ ア | フィジー         | ナンディー |
| オ セ ア ニ ア | サモア           | アピア |
| オ セ ア ニ ア | バヌアツ         | ポートビラ |
| オ セ ア ニ ア | ニュージーランド | クイーンズタウン |
| 中 東          | カタール         | ドーハ |

## 日本との関係

### 日本路線
2013年2月28日から、シンガポール航空の東京/羽田・東京/成田・名古屋/中部・大阪/関西・福岡線にコードシェアで自社便名を付与し、日本発着の路線へのコードシェアを開始。
2019年9月17日、オーストラリア国際航空サービス委員会 (IASC) に対し、2020年春にオーストラリア側に割り当てられる羽田空港昼間発着枠1枠を申請した。同年10月29日には、1枠を割り当てられることが正式に決定され、ブリスベン-東京/羽田線にエアバスA330-200で就航し、全日本空輸 (ANA) との提携も検討した。
しかし、2020年4月20日の経営破綻により計画は白紙となり、長距離国際線に投入されていたボーイング777-300ERやエアバスA330の使用を停止し、当面の間ボーイング737に機材を統一し、近距離路線主体の運航に専念することとなったため、日本就航は見送られた。
その後、使用機材の航続距離などの関係で、豪州側の発着空港はブリスベンからケアンズに変更となったが、ボーイング737MAX-8 型機の導入に合わせ、2023年6月28日から羽田-ケアンズ線の運航を開始すると発表した。ナローボディ機で日本とオーストラリアを結ぶ最初の路線となり、同時に同型機として世界で4番目の長距離路線となる見込みであった。しかし、納入予定の機材が、2023年に発覚したサプライヤー部品品質問題で就航期日までに納入が間に合わず、代替として既存機種のボーイング737-700（座席仕様の関係で元ヴァージンブルー運用の2機）で就航となった。当初使用する予定だったボーイング737MAX-8 (VH-8IA) は就航当日の6月28日にシアトルのボーイングフィールドで納入され、オーストラリア国内で慣熟運用後、7月22日から投入された。その後日本政府による低金利政策により円安が顕著になり、日本人の訪豪需要が低下したため、2025年2月24日をもって運休することが発表された。

## サービス

### マイレージ・プログラム
マイレージ・プログラムとして"Velocity Rewards"を運営している。提携航空会社は以下の通り。
- カタール航空
- 全日本空輸[36]
- ユナイテッド航空
- シンガポール航空
- エア・カナダ
- 南アフリカ航空
- 海南航空
- 香港航空
- 天津航空
- 首都航空
- ヴァージン・アトランティック航空
- リンク・エアウェイズ（英語版）
- ニュージーランド航空